# Дэвис, Венди
Венди Дэвис (англ. Wendy Davis, род. 30 июня 1966) — американская актриса.

## Жизнь и карьера
Венди Дэвис родилась в Балтиморе, штат Мэриленд. Училась в Вашингтоне, окончила Говардский университет со степенью бакалавра искусств. Она получила первую известность в 1991 году благодаря своей регулярной роли в ситкоме «WKRP в Цинциннати», и в последующие годы регулярно появлялась на телевидении и в кино.
Дэвис снялась в телесериале «Большие происшествия» в 1996—1997 годах, а также была гостем во множестве шоу, среди которых «Профайлер», «Ангел», «Детектив Раш», «Анатомия страсти» и «Женщина-президент». Дэвис добилась наибольшей известности по своей роли полковника Джоан Бертон в длительном сериале «Армейские жёны», в котором она снималась с 2007 по 2013 год, на протяжении семи сезонов. Она ушла из шоу в финале седьмого сезона вместе с Кэтрин Белл, последним членом оригинального актёрского состава. В 2012—2013 годах Дэвис также имела второстепенную роль во втором сезоне сериала Шонды Раймс «Скандал».
Дэвис выступала во множестве театральных постановок на протяжении своей карьеры. Кроме актёрской профессии, Дэвис, также в последние годы работает как преподаватель актёрского мастерства в Лос-Анджелесе.

## Фильмография
- 1991 — WKRP в Цинциннати / The New WKRP in Cincinnati
- 1995 — Слияние двух лун 2 / Return to Two Moon Junction
- 1996—1997 — Большие происшествия / High Incident
- 1997 — Хрупкая слава / Brittle Glory
- 2001 — Возвращение в родной город / Taking Back Our Town
- 2002 — Погребенные лавиной / Trapped: Buried Alive
- 2002 — Призрак матери / Mother Ghost
- 2007—2013 — Армейские жёны / Army Wives
- 2012—2013 — Скандал / Scandal